# Bélaia Gorà
Bélaia Gorà (en rus: Белая Гора, 'muntanya blanca') és un poble (possiólok) de la República de Sakhà, a Rússia, que el 2018 tenia 2.058 habitants.